# Proconosama alalia
Proconosama alalia är en insektsart som först beskrevs av William Lucas Distant 1908.  Proconosama alalia ingår i släktet Proconosama och familjen dvärgstritar. Inga underarter finns listade i Catalogue of Life.